# Língua crioula das Bahamas
A língua crioula das Bahamas é uma língua crioula baseada no inglês falada por cerca de 400 mil pessoas, nas Bahamas e nas ilhas Turcas e Caicos. É essencialmente a mesma língua que o gullah.

## Características
O crioulo das Bahamas é falado por ambos os bahamenses brancos e negros, embora de formas ligeiramente diferentes. Este crioulo também tende a ser mais prevalente em determinadas áreas das Bahamas. Nas ilhas que foram liquidadas no início ou que têm um histórico de grande população afro-bahamense tem uma maior concentração de indivíduos que falam esta língua; o crioulo é mais prevalente em áreas urbanas. falantes individuais têm domínio de formas crioulizadas de menor e maior grau.
O crioulo das Bahamas também compartilha características semelhantes com outros crioulos baseados no inglês localizados no Caribe, tais como os da Jamaica, Barbados, Trindade e o das Ilhas Virgens. Existe também uma ligação muito significativa entre o crioula das Bahamas e a língua gullah da Carolina do Sul, como muitos bahamenses são descendentes de escravos trazidos da região dos povos gullahs para as ilhas após a revolução americana. Após a assinatura do Tratado de Adams-Onís entre Espanha e Estados Unidos que passou a Flórida espanhola para a soberania estadunidense, centenas de pessoas seminoles negras fugiram da Flórida para as Bahamas no início da década de 1820, para evitar os caçadores estadunidenses de escravos.
Em comparação com vários crioulos de base inglesa da região do Caribe, foi pouco pesquisado sobre o que é conhecido como crioulo das Bahamas. Esta falta de pesquisa sobre o crioulo das Bahamas é talvez porque durante muitos anos, os bahamenses tem assumido que esta língua é simplesmente uma variedade de inglês. No entanto, a investigação acadêmica mostra que este não é o caso. Na verdade, há muitoa evidência histórica e linguística para apoiar a proposta que o mesmo é uma língua crioula.